# 國立新竹高級中學
24°47′42″N 120°58′49″E / 24.795097°N 120.980412°E
國立新竹高級中學，簡稱新竹高中、新竹中學、竹中，舊稱省竹中、新竹省中，是一所位於新竹市的普通型高級中等學校，創立於1922年，坐落於十八尖山山腳下，比鄰國立新竹高商、國立陽明交通大學博愛校區、國立清華大學校本部與市立培英國中:32—33。

## 簡介

### 校史
- 創校於1922年4月1日，日治時期稱為「新竹州立新竹中學校」，為日治時期學制，原是五年制中學，1941年4月改為四年制。據校友鄭華生（1939年考入，1944年畢業）表示當年一個年級有3班，150人的名額中有100個是日人名額（剛好100個日人報名就直接全上），剩下50個名額由全新竹州臺籍學生競爭（每年約有500人競爭）[3]。
- 1926年由中華路原址舉校遷至十八尖山附近學府路上，原址為新竹州立新竹高等女學校（今國立新竹女子高級中學）[4]。
- 1945年12月12日因中華民國接管臺灣，改校名為「臺灣省立新竹中學」。
- 1946年改制為三三制普通科完全中學，分為初中部和高中部，1956年停招初中部新生。
- 1956年起開始招收僑生，起初將僑生與本地生進行混和編班，後又分為僑生班戊班和己班，最後改回混和編班制。1960年更設有一班印尼僑生專班。1962年後僑生人數漸少。
- 1968年9月1日因實施九年國民義務教育與省辦高中，縣市辦初中政策，接收原縣立高中學生十班，更名為「臺灣省立新竹高級中學」。
- 1987年設立數理資優班。
- 1998年設立音樂班。
- 2000年2月1日因臺灣省虛級化，更名為「國立新竹高級中學」並使用迄今。
- 2004年設立語文資優班，2007年起停招女生[5]，2016年停招。[6][7]
- 2017年設立國際人文與社會科學實驗班，但僅招生一屆未續辦。
- 2018年1月，廢除創校以來擁有96年歷史的升旗與朝會制度，改由一月一次的「月會」方式進行，並將到校時間調至早上7:50。[8]

### 校訓

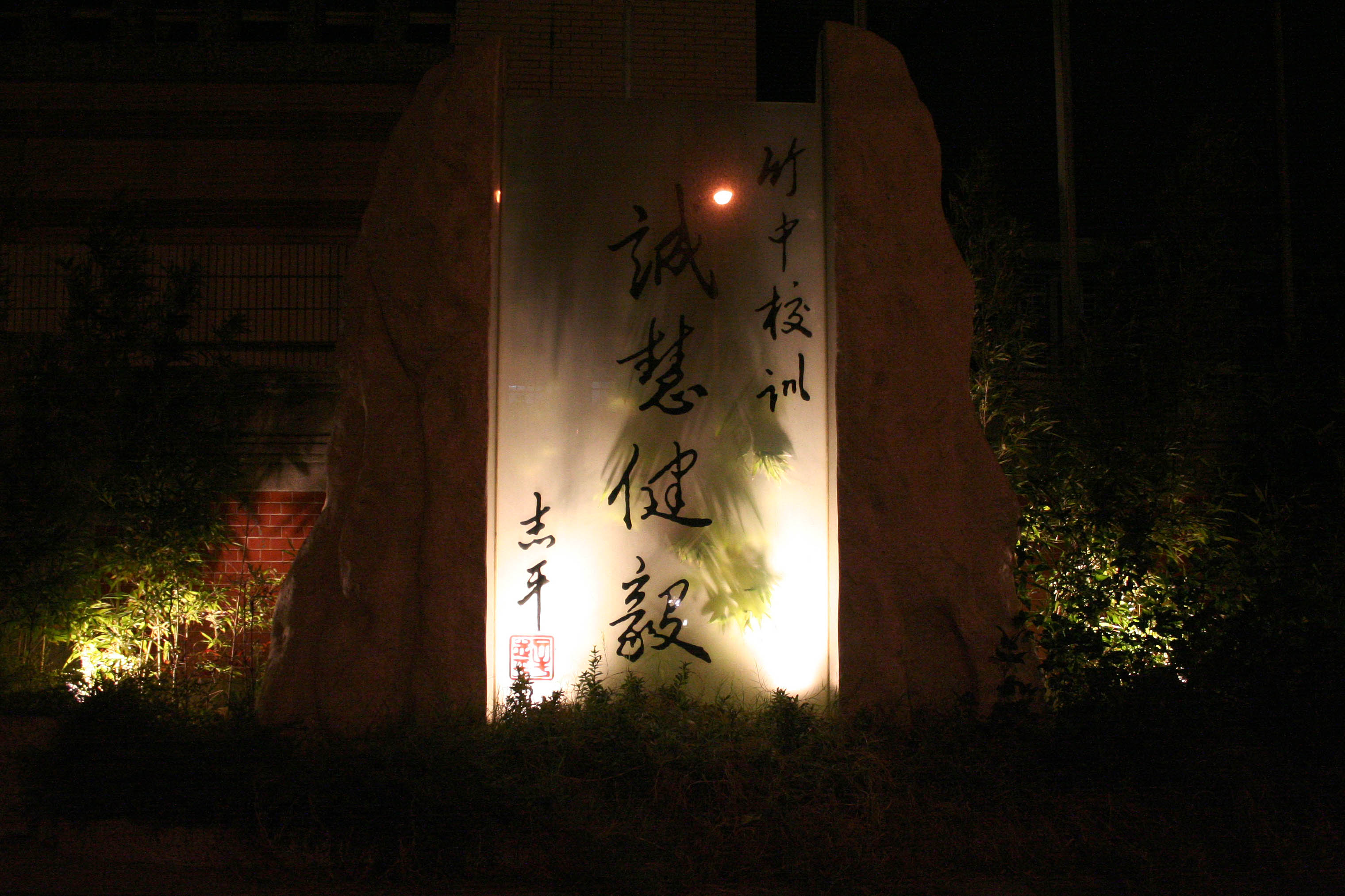
在校門口旁的校訓

前校長辛志平先生釋義，新竹高中校訓為「誠慧健毅」四字：
- 誠：誠實不欺，無論為學作事，對己對人均應誠實不欺，亦即古訓「不誠無物」，與西諺所謂：「Honesty is the best Policy」之意。
- 慧：要充分發揮自己的智慧，不盲從附和，勿妄自誇大，自我陶醉，凡事應三思而後行。
- 健：包括身體的健康與心理的健康，著重身心的平衡。
- 毅：「有恆」為成功之本，「行百里者半九十」吾人應經常自我反省，以抵於成。

### 友好學校
- 京畿北科學高等學校（朝鲜语：경기북과학고등학교）（2006年11月21日簽訂）
- 日本廣島縣立三次高等學校（日语：広島県立三次高等学校）（2009年12月15日簽訂）
- 中央高等學校（朝鲜语：중앙고등학교）（2011年12月20日簽訂）
- 日本成城中學校、高等學校（日语：成城中学校・高等学校）（2023年10月25日簽訂）[10]

## 建築
國立新竹高級中學平面圖紀錄的場館陳列如下
- 警衛室
- 體育館
- 游泳池
- 音樂館
- 至善樓
- 新民樓
- 劍道館（武道館）：建於1926年6月20日之紅磚建築，列入市定古蹟。2021年整修完工。
- 體育組
- 高三大樓
- 明德樓
- 圖書館：2021年整建完成，更名為「辛志平圖書館」[12]。
- 司令台
- 學生宿舍
- 藝能館
- 學生活動中心
- 校史館（原新竹中學校講堂）：建於1932年3月25日，列入市定古蹟。
- 資源大樓
- 視聽教育館
- 員生社
- 科學大樓

## 公園
- 松園
- 公共藝術：《天圓地方》，新民樓與明德樓中間的中庭花園。
- 辛園：紀念辛志平校長的公園，整建於1985年2月1日，位在圖書館西側，立有《辛故校長志平先生行述》紀念碑，其中設有辛校長衣冠塚。辛園後方即為通往十八尖山的學校後門[13][14]。

## 學生
目前新竹高中每屆設有18班，其中2017年曾改設「國際人文暨社會科學實驗班」。後因校方政策考量，人社班實驗計畫於進行一年後宣布不再招收新生。

### 學生社團與組織

#### 學生社團
共有音樂類、藝文類、學術類、藝能類、服務類、體育類等六大類社團。

## 事蹟與榮譽

### 諾貝爾獎

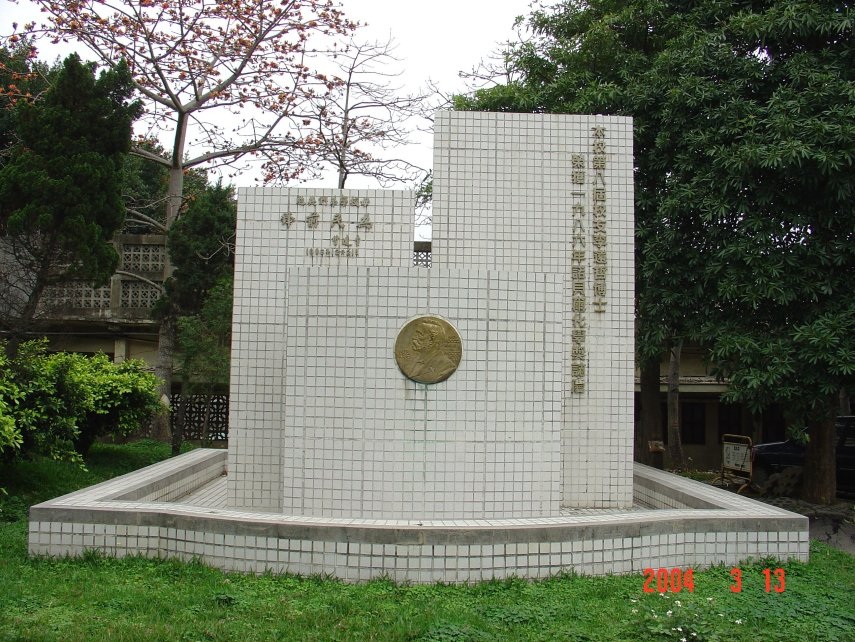
竹中諾貝爾獎牌紀念碑

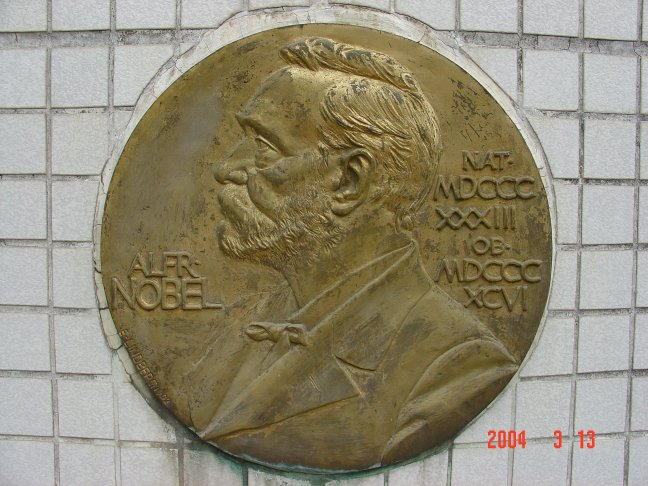
竹中諾貝爾獎牌複製品

1986年，諾貝爾化學獎得主李遠哲將唯一的諾貝爾獎牌副本贈送給母校。

### 全省合唱比賽十冠王
新竹中學合唱團從1960年—1970年，於台灣省教育廳舉辦的全省音樂合唱比賽當中，拿下10次冠軍，並到1968年止，連9次得到冠軍，贏得「十冠王」稱號。1971年，省教育廳要求新竹中學合唱團退出比賽，往後只能在比賽前做示範表演，直到比賽改制後方能繼續參與比賽。

## 人物

### 歷任校長
新竹中學在日治時期時經歷了6任校長，而中華民國時期目前經歷了9任校長。

| 任次  | 姓名       | 任期                |
| ----- | ---------- | ------------------- |
| 第1任 | 大木俊九郎 | 1922年4月—1932年4月 |
| 第2任 | 荻板進治   | 1932年4月—1937年4月 |
| 第3任 | 志波俊夫   | 1937年4月—1940年4月 |
| 第4任 | 深井米次郎 | 1940年4月—1942年3月 |
| 第5任 | 松井實     | 1942年4月—1943年4月 |
| 第6任 | 三屋秋策   | 1943年4月—1945年8月 |

| 任次   | 姓名   | 任期                 |
| ------ | ------ | -------------------- |
| 第1任  | 辛志平 | 1945年12月—1975年1月 |
| 第2任  | 史振鼎 | 1975年2月—1983年7月  |
| 第3任  | 黃金龍 | 1983年8月—1991年1月  |
| 第4任  | 吳文立 | 1991年2月—1993年7月  |
| 第5任  | 沈華海 | 1993年8月—1996年7月  |
| 第6任  | 周朝松 | 1996年8月—2004年1月  |
| 代理   | 鄭銘和 | 2004年2月—2004年7月  |
| 第7任  | 張瑞欽 | 2004年8月—2012年7月  |
| 第8任  | 許明文 | 2012年8月—2015年7月  |
| 代理   | 林健志 | 2015年8月            |
| 第9任  | 李明昭 | 2015年8月—2022年7月  |
| 第10任 | 郭珍祥 | 2022年8月—           |

### 教師
- 大木俊九郎：日治時期新竹中學校第一任校長，到任後隨即聘請知名音樂家及作曲家日本東京音樂學校教授信時潔為新竹中學校校歌譜曲，並且親自做詞，其任內最大的理想如同其在舊校歌第一段所寫的：「所有的竹中人都應要永遠追求知識和世間萬物的真理。」，這個理念在今日的新竹高中依然延續，其還定立了游泳課和越野賽跑的文化也是延續至今，大木校長畢業於日本東京大學文學士，到任後即倡言「內台一致」，內就是內地（日本國），台就是台灣，並沒有把台灣當作殖民地的心態。任內對台灣日本學生一視同仁，對台籍學生更是提拔，由現今日治時期圖書館留下來，許多重要的各種日本文庫，都是大木校長的作品，和日治時期的校友憶起當年大木校長每天會寫一句訓勉的話，和學生相互砥礪。另外值得一提的是，大木校長會離開新竹中學校，原因是他的醫生兒子和護士談戀愛，他覺得自己教出來的兒子不該在職場如此，因而認為不再有資格擔任新竹中學校校長而去，校友張德南說：「不論是光復後的辛校長，或是大木校長，兩人都有共同的特質，那就是公正嚴明，行事風格都是坦蕩蕩可見諸於人。」[22]
- 辛志平：辛志平校長乃戰後新竹高中第一任的校長，人稱「教育哲人」。重視人本教育、全能均衡教育、民主自由教育，開創了新竹高中自由開放的校風。早年台灣師資不足時，常代學校老師的課，能教授美術與體育以外的所有學科。曾自評一生功績：「我一生中只做兩件事，一個是對日抗戰，另一件事就是當新竹中學的校長。」於1985年病逝，享年73歲。[23]
- 蘇森墉：於其任職新竹高中期間，蘇老師帶領的新竹高中合唱團在全國合唱比賽拿下十冠王的稱號。目前竹中第一校歌即為其作品。蘇老師於2007年5月18日因病辭世，享壽89歲。[24]

## 其他
- 退休人員聯誼會：成立於民92年（2003年）3月15日[25]。

## 外部連結
- 國立新竹高級中學 （页面存档备份，存于）
- 新竹高中家長會 （页面存档备份，存于）
- 新竹中學數位博物館 （页面存档备份，存于）
- 國立新竹高級中學校史館 （页面存档备份，存于）